# Hvalfjörður
El Hvalfjörður o Fiordo de Hvalf ([ˈkʰvaːlˌfjœrðʏr̥]ⓘ i. e. fiordo de las ballenas) se localiza al suroeste de Islandia, en la región de Höfuðborgarsvæðið. Se encuentra entre las poblaciones de Mosfellsbær y Akranes, que desde 1998 comunica mediante el túnel de Hvalfjörður. En su lado sur se encuentra el monte Esja.

## Etimología
Su nombre proviene del gran número de ballenas que podían verse en el fiordo hasta mediados del siglo XX: el fiordo constituyó una de las estaciones de la caza de ballenas más importante del país hasta los 80's, y se pretende reabrir tal estación en la actualidad ya que Islandia ha comenzado de nuevo la pesca de estos animales. 
Otra explicación del nombre Hvalfjörður se deriva de las sagas islandesas, donde se narra la historia de un sacerdote que lucha contra una ballena malvada.

## Historia
El fiordo sirvió asimismo de base militar británica y más tarde estadounidense durante la Segunda Guerra Mundial.
El Hvalfjörður es un ejemplo para proyectos de reforestación que se encuentran dispersos en todo el país. Otro de los recorridos más interesantes de Islandia se origina al final de este fiordo, en Glymur, la cascada más alta de Islandia, que se encuentra cerca del extremo noroeste del fiordo.

### Túnel
Aunque no excesivamente largo ni ancho, el fiordo obligaba a los viajeros a rodearlo completamente para cruzarlo hasta 1998, cuando se construyó el túnel de Hvalfjörður, con una longitud de 5.7 km y que atraviesa el fiordo por debajo del mar hasta una profundidad de 165 m. 
El túnel forma parte de la carretera periférica islandesa Hringvegur (Carretera Nacional N º 1), y ha acortado la distancia entre Reikiavik y el norte y oeste de Islandia en casi una hora y 60 km.

## Galería

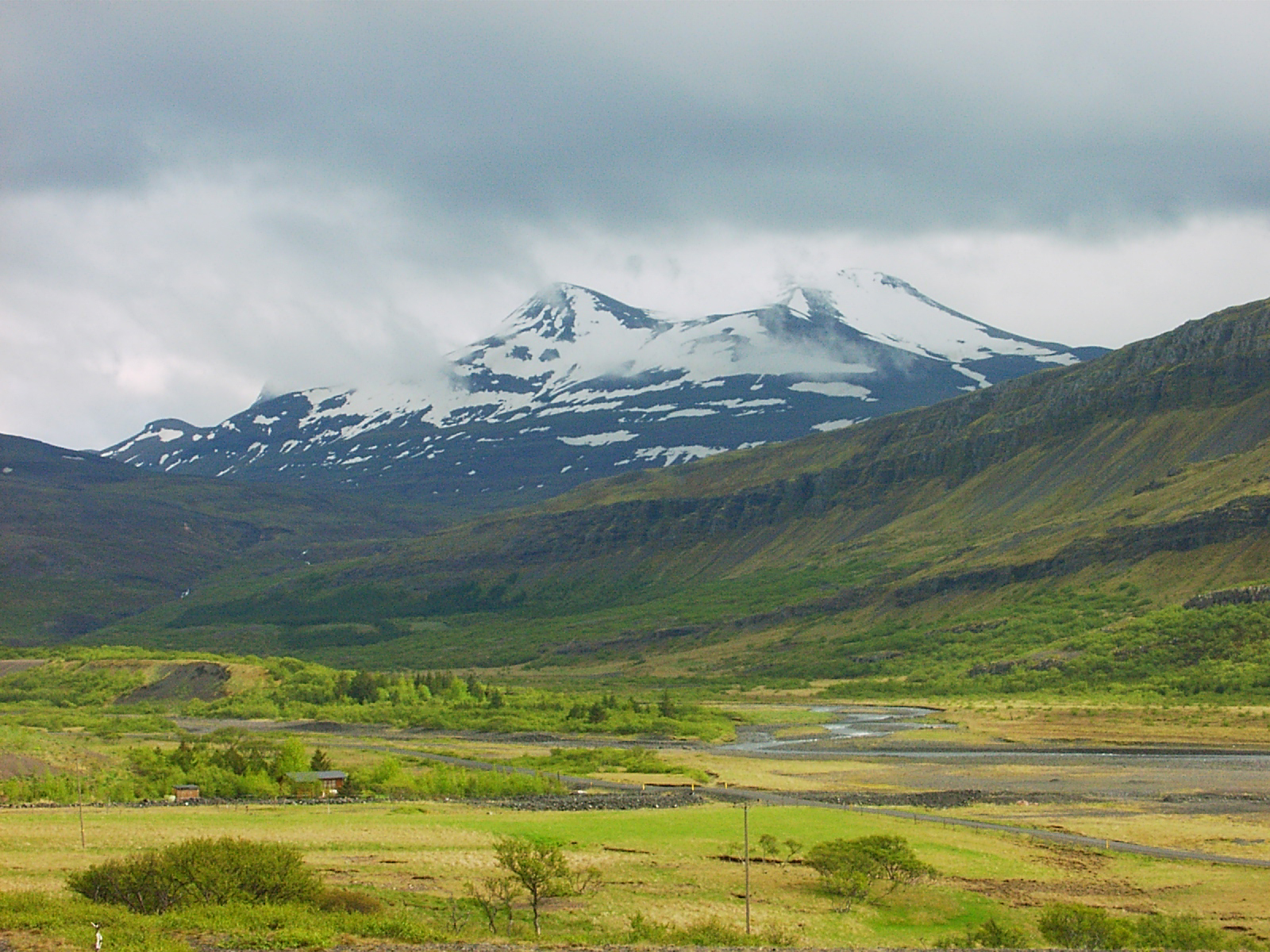
Vista de Botnsdalur desde el Hvalfjörður
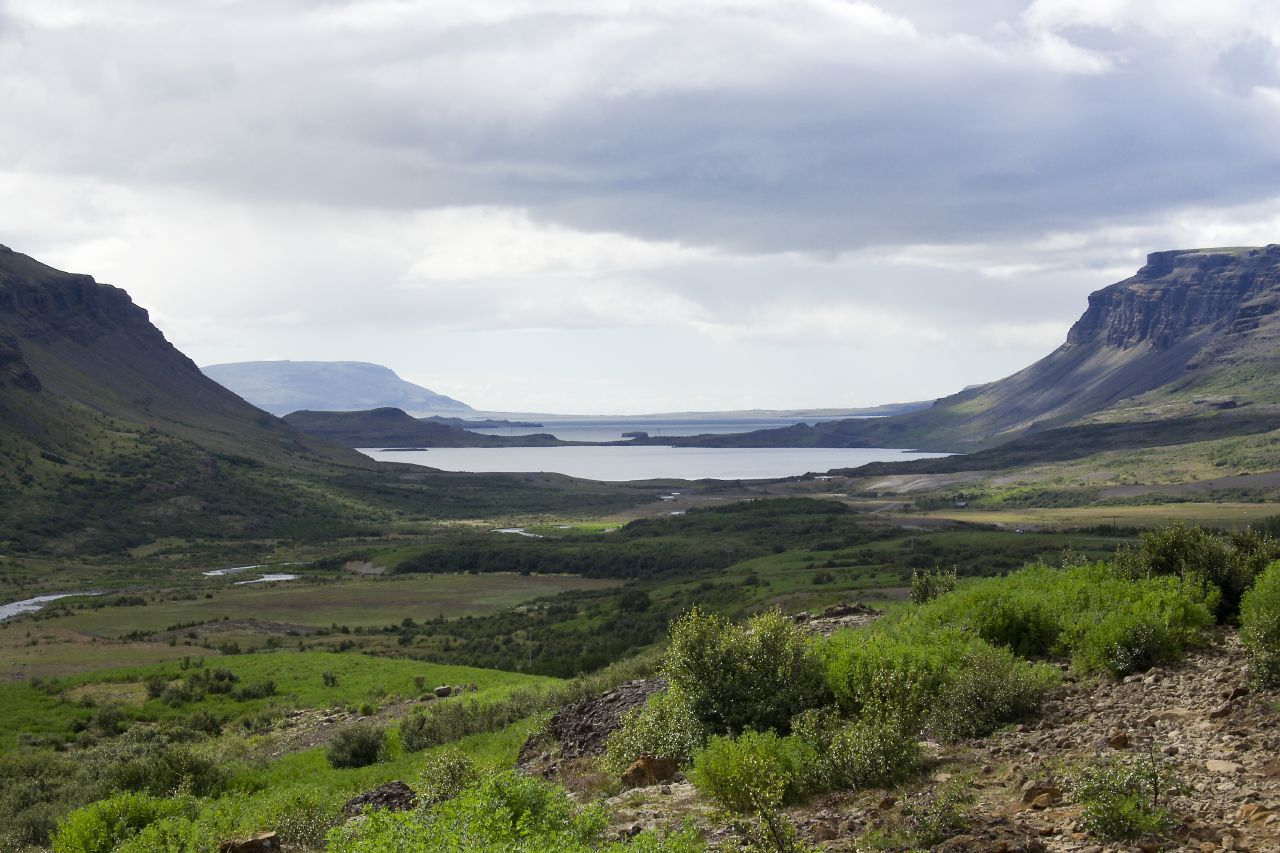
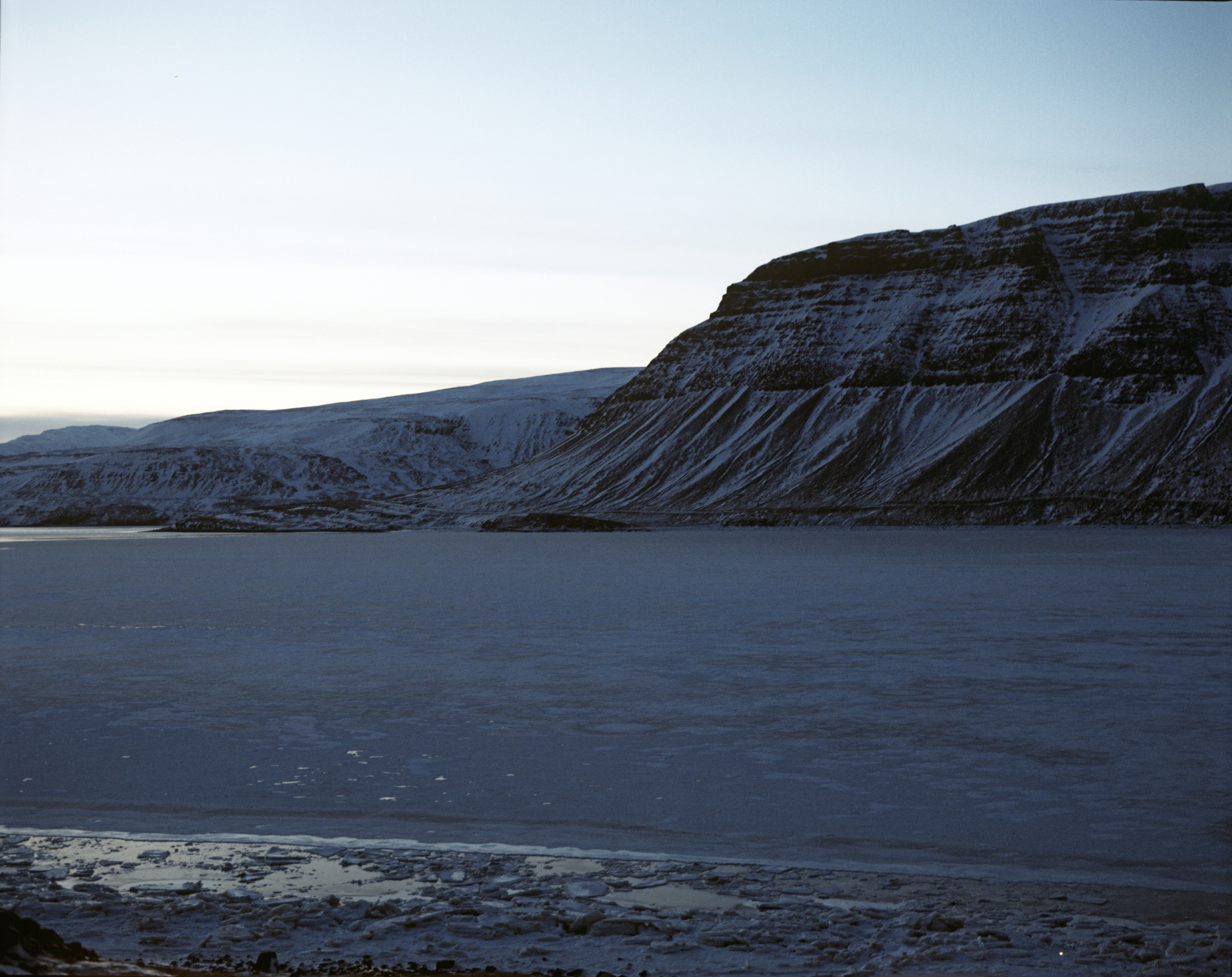
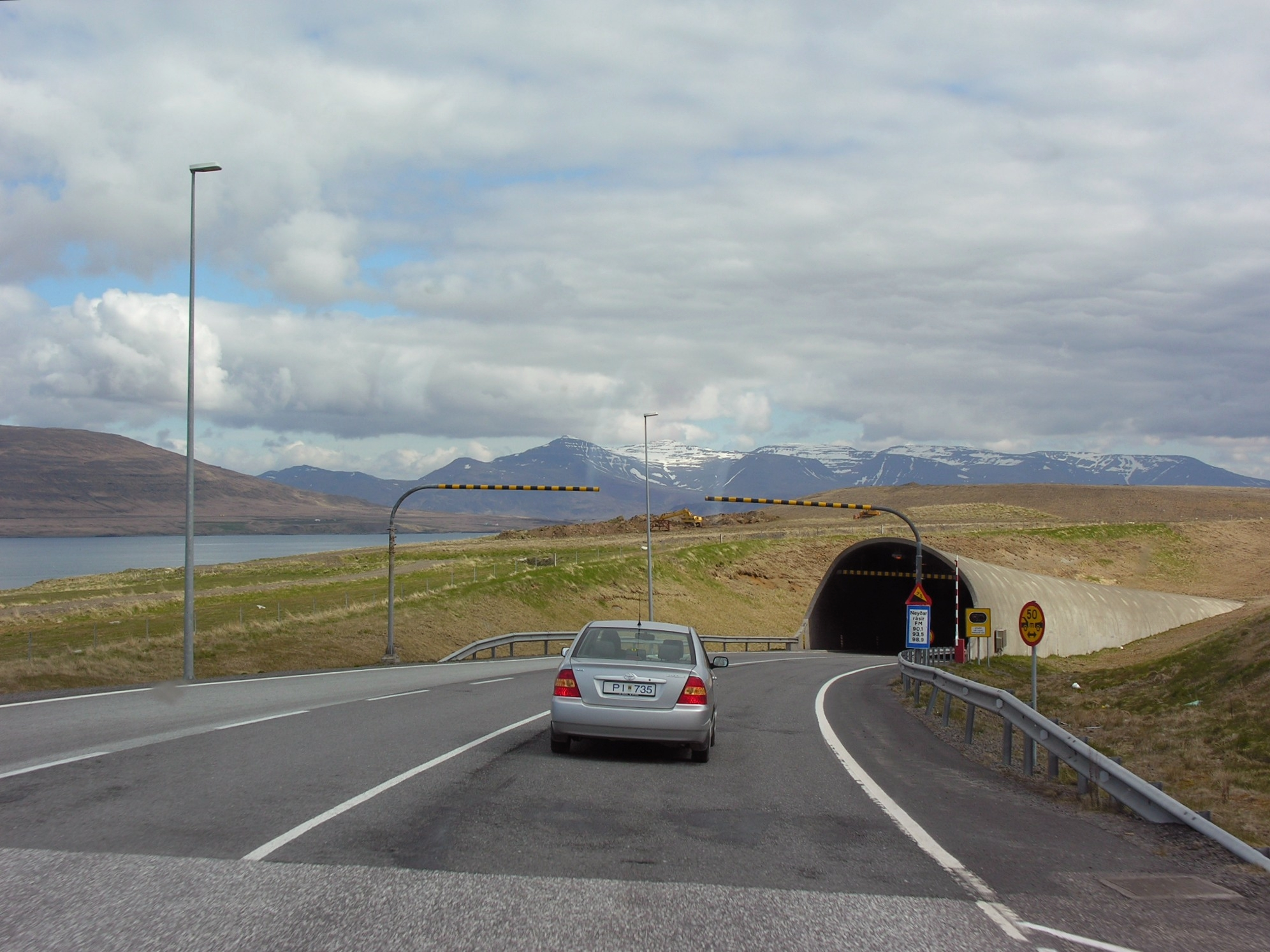
Vista del túnel